# 美國個人無政府主義
美國個人無政府主義深受歐洲的無政府主義者如皮埃爾-約瑟夫·普魯東和麥克斯·施蒂納等人的影響。不過，美國形式的個人無政府主義發展於封建制度和君主政體的歷史之外，而且也受到了自由主義者如托马斯·潘恩和亨利·戴维·梭罗的影響。美國個人無政府主義的特色是極為個人的自我主權、市場經濟、和私人財產。美國個人無政府主義也反對集體主義。美國個人無政府主義反對先行使用強迫力量和詐欺，認為暴力應該僅只作為防衛用途。美國個人無政府主義成為了個人無政府主義的主流學派，主要的思想家包括了約書亞·沃倫、萊桑德·斯波納、和班傑明·塔克等人。
早期的個人主義通常支持劳动价值理論，也因此認為貿易中的利潤只有可能是由於強迫性的「壟斷」—由國家所支撐或建立的壟斷禁止了競爭才有可能產生。他們主張的經濟制度則被稱為「互助主義」。在進入20世紀後，由於中央集權的社會主義的崛起，加上對於法西斯主義的對抗和兩次世界大戰，都掩蓋了個人自由的價值，根基於互助主義之上的美國個人無政府主義也因此衰落。

## 概觀
19世紀晚期和20世紀初期的美國個人無政府主義者（在歷史上被稱為「波士頓無政府主義」，通常是帶有貶義的）包括了約書亞·沃倫、萊桑德·斯波納、班傑明·塔克、維多·尤拉斯（Victor Yarros）、以斯拉·海伍德、威廉·葛林、以及史蒂芬·皮爾·安德魯斯等人。
美國的個人無政府主義流派的起源主要是來自約書亞·沃倫和法國的皮埃爾-約瑟夫·普魯東，不過兩人從來沒有合作過，也從來沒有相識或聽聞過對方。
美國個人無政府主義將其哲學根基於沃倫所稱的「個人主權」上，主張個人有獨占的權利去支配他自己的身體做出任何他想做的事情，只要以不侵犯別人的同等權利為限。而依據這種推論，個人主義者最終必然主張所有個人都有權擁有他們自行生產出的產品。這種理論則和無政府共產主義相反，共產主義主張個人生產出的產品是由社會共同體集體所有的，而非個人自己的財產。個人無政府主義也與資本主義不同，他們認為個人勞動所獲取的報酬若是少於「完整的生產成果」便是不道德的，因為如此一來雇主便能透過雇用勞工和販賣產品獲取利潤
自從第二次世界大戰後，個人無政府主義運動的流派已經在美國以稍微不同的面貌重生，也就是無政府資本主義或自由意志主義。

## 財產
美國個人主義主張的私人財產包括了擁有生產工具的權利。不過這裡有一個重要的例外：大多數個人無政府主義者認為土地不能和勞動產品一樣被視為一種財產。在這個理論上他們也和許多更早期的自由主義者相同。舉例而言，托马斯·杰斐逊曾說：「每當任何國家擁有大片未經耕種的土地和眾多貧窮的失業人口時，相當明確的是這時財產的法律已經延伸至違反了自然的權利。因為地球是給人們勞動和居住用的。」
在類似的推論脈絡，大多數個人主義者認為未使用的土地應該限制給那些會使用他們的人佔有（沃倫和安德魯斯則是例外）。他們主張土地要直到被佔用或使用後才能授與所有權，因為未使用的土地並非勞動的產品。他們進一步主張土地的所有權只能授與那些會持續使用和佔用它們的個人，以確保個人無法藉此出租土地以收取租金（沒有經過勞動便取得報酬）。未使用的土地並不是社會共同體的集體財產—它只是還沒有被佔有而已，也因此個人不需經過許可便能使用它們，也無需向社會共同體付出使用費用。班傑明·塔克說：「無政府主義認為土地並非屬於特定的某些人的，而是屬於佔有和使用它們的人…」也因此，大多數19世紀的個人無政府主義者都反對洛克主張的土地是一種財產的概念。不過這裡也有一些例外，例如萊桑德·斯波納。
耕種的產品被視為是私人財產，因為那是勞動產生的結果。個人無政府主義認為所有事物的價值是由其生產過程中勞動的數量大小所決定的（參見劳动价值），也因此個人主義者認為雇主應該依據勞動力量大小支付相等的酬勞。或者，換句話說，替他人勞動的個人應該永遠都能取得「完全的生產成果」，而不是讓勞動較少的雇主取得一部分的利潤。

## 政府壟斷
無論古典和現代的個人主義者都認為：資本之所以集中在少數人手上，是因為政府對於開展銀行業務和發行貨幣施加限制、以及由政府對未使用的土地施加所有權所造成的。他們認為如果個人能被允許發行並借出他自己發行的貨幣並進入銀行產業，而無需取得政府的執照，那麼競爭將會發展的相當普遍，同時依靠出借資本獲取利潤的可能性也會幾乎消失。他們有限度的支持對資本的私人所有權，但反對強迫性的政府特權，認為那將會使得資本集中在少數人手上。他們並不強調達成徹底的財富平等，而是強調自由和機會的平等。個人無政府主義者Laurance Labadie便寫道：「在一個不平等和不穩定是必然現象的世界裡，無政府主義者並不認同任何企圖藉由獨裁方式製造平等的舉動。他們唯一的立場和目標是要防衛機會的平等。這是為了使每個個人的自由程度最大化所必需的。這不一定會產生收入或財富上的不平等，但會使得勞動程度與報酬之間的比率相等。」

## 個人主義對抗國家社會主義
班傑明·塔克在State Socialism and Anarchism一文中寫道：「自從馬克思開始宣傳的—將資本從個人手上奪走並交由政府管理的概念，將會造成政府擁有一切、而個人失去了一切。也因此，自從沃倫和普魯東開始主張的概念—將資本從受政府保護的壟斷者手裡奪走並將其置於所有個人都能輕易取得之處，才能達成讓政府一無所有、個人擁有一切的目標…雖然他們反對將資本的所有權社會主義化，但他們也致力於將其用於造福所有人，而不是僅作為使少數人致富、而造成多數人貧窮的工具。」
一些19世紀的個人無政府主義者如班傑明·塔克曾經將他們的哲學稱為「無政府社會主義」，其中一些人甚至參加了國際工人聯合會（第一国际）。然而，在塔克那個時代「社會主義」一詞的涵義與現代大不相同，指的並非廢除私人財產或集體化生產工具的現代社會主義，而僅僅是用於指稱一種理想中的社會。

## 與無政府共產主義相較
個人無政府主義者認為他們的經濟哲學（互助主義）與無政府共產主義之間的最根本差異在於勞動產品的所有權上。個人主義者認為勞動的生產成果應該是屬於個人所有，因此勞動的個人應該被支付薪資，不過他們通常也主張薪資與勞動的成果之間應該保持相等。無政府共產主義者則反對個人的所有權，主張勞動的生產成果應該是屬於集體所有，而薪資制度應該被廢止。
在無政府共產主義的理論裡，勞動的個人不可以獨占他自行生產的成果，但可以從集體的儲藏庫存裡拿取他所需使用的那一部分，同時他必須遵守和其他有需要的人共享剩餘產品的道德義務。而在個人無政府主義的理論裡，個人對他生產的成果擁有絕對的支配權利，這包括了由他們自行製造的生產工具例如生產器具和機械，個人也可以累積他所生產的產品而沒有責任與其他有「需要」的人共享。無政府共產主義主張產品和服務的分配應該要「依據每個人的需求」，而個人無政府主義則認為分配應該要「依據每個人的勞動程度」。
對美國無政府主義影響極大的皮埃爾-約瑟夫·普魯東曾說「在分配時，首先應該依據的是每個人各自的勞動；接下來，偶爾當你有需要時我也會援助你，我會抱持著慈悲心這樣做，但我不會被強迫這樣做。」在無政府共產主義裡財富被自然地平均分配，全都由集體所擁有。而在個人無政府主義裡，財富分配則較為不平均，因為每個人所生產的財富並不一定相同。
班傑明·塔克認為中等程度的財富不均是自由制度下的自然結果：「…有一些人會這樣說：『我們會因此而失去自由，因此我們必須保持絕對的平等』我和這些人並不相同。如果我一生過的自由而富裕，我就不應該抱怨我的鄰居在擁有相同自由的情況下能比我更為富裕。自由將會自然的使每個人富裕起來，但它並不會使每個人同樣富裕。獨裁者或許（也或許不能）可以使每個人的皮包一樣富裕，但它絕對會造成人們在生命中最有價值的地方變的一樣貧窮。」大多數個人無政府主義都拒絕承認無政府共產主義是無政府主義的正當流派之一。舉例而言，維多·尤拉斯說：「無政府共產主義至今都沒有呈現過、也不會和不可能出現邏輯的根據、理性的解釋、和『科學的』推論以正當化他們的荒謬和脫離現實。」

## 美國個人無政府主義

### 約書亞·沃倫
約書亞·沃倫通常被認為是美國的第一名個人無政府主義者。他在1833年開始發行的The Peaceful Revolutionist期刊則被認為是第一本無政府主義者發行的期刊。在1825年，沃伦參與了罗伯特·欧文所領導的移民社區實驗，試圖建立一個和諧的集體主義社區，這個實驗後來以失敗告終。在他對於實驗失敗的檢討結論中，他激烈的主張應該改採個人主義和私人財產的制度。他在Practical Details中闡述了他對於這次集體主義實驗的失敗檢討總結，他在文中勾畫出了他激進的個人主義，並且強烈主張個人的消極自由：
社會必須改變為保護每個個人的主權不受侵犯。所有可能連結或結合人與人之間的制度，以及所有其他可能造成個人無法隨時自由行動和自由處置財產的制度—只要這種行動沒有干涉到其他人的同等權利，都必須加以避免。
在True Civilization中，沃倫將「個人的主權」與美國獨立宣言中所主張的「不能讓與的生命、自由、和追求快樂的權利」畫上等號。他主張個人的主權是「與生俱來的」、「不能被有機體所分隔或轉移」也因此「這種本性是無法改變的，每個人都有相同的絕對權利去追求他心目中的信念或屬於他的特色，無論到達哪種程度，只要以不妨礙到他人為限。」沃倫也創造了「成本即為價格限制」這一名言，以描述他對於劳动价值理論的解釋。
勞動價值理論主張一件商品的價格是由生產這件商品的勞動大小所決定的。從這個論點上，沃倫認為將一件商品的價格調高超過生產的成本是不道德的。他將他的基準格言稱為「成本即為價格限制」。另外沃倫還主張，如果勞動本身便是最終的價值，那麼兩個不同的個人進行相等大小的勞動必然等於相等的價值。
在1827年，沃倫依據他的理論創辦了一個實驗性的商店，稱之為「辛辛那提時代商店」（Cincinnati Time Store），以協助商店勞動所發放的證明票證作為貨幣，人們可以持票證購買店裡的產品。這次勞動票證的實驗可以視為是普魯東的互助主義經濟理論的首次實踐。分屬美國和歐洲的沃倫和普魯東都發展出了類似的哲學，然而他們兩人從來沒有合作過、也從沒聽過對方的名子。班傑明·塔克主張，根基於勞動價值上而將利潤視為是一種剝削的理論最先是由沃倫提出的，接著是普魯東、然後才是馬克思。
如同後來所有的美國個人主義者一般，沃倫堅定的支持個人保有他們的勞動產品的權利，包括了生產工具在內都是私人財產。他早期也曾反對國家授與土地的所有權，認為那將會創造特殊特權階級和壟斷，不過如同他後來在Equitable Commerce一文裡呈現的，他也接受了擁有、購買、和販賣土地的權利。但他只支持沒有利潤產生的土地販賣。這個立場也被一些之後的無政府主義者如史蒂芬·皮爾·安德魯斯所採納。
沃倫宣稱：「只要去除了政府，我們便排除了對於人類權利的最大威脅。」美國歷史學家James J. Martin便說：「美國無政府主義的基本架構，毫無疑問是源自於約書亞·沃倫所進行的社會和經濟實驗及著作」沃倫之後的美國無政府主義者們也都相當敬重他的影響。

### 史蒂芬·皮爾·安德魯斯

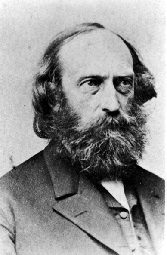
史蒂芬·皮爾·安德魯斯

史蒂芬·皮爾·安德魯斯是一名個人無政府主義者，也是約書亞·沃倫的親密好友。安德魯斯原先參與了傅立叶主義的運動，但在他閱讀了許多沃倫的作品後便轉變為激進的個人主義者。他堅持「個人主權」為最至高無上的原則。
安德魯斯主張當個人為了他們的私利而採取行動時，他們便會在無意間造福了整個社會。他認為人類創造了「國家、教會、或公共倫理」是一種「錯誤」，因為這些制度和傳統都強調個人應該替群體服務、而非追求各自的幸福。在Love, Marriage and Divorce, and the Sovereignty of the Individual一文中他稱「讓我們放棄以更多政府的方式來解決原先政府製造的邪惡問題吧。解決的辦法應該是—朝向沒有政府的個人主義和自由…是自然界創造了人類，而不是國家；只要世界上國家還有存在，個人的自由就必然受到侵犯。」
1851年，安德魯斯和沃倫一同在紐約的長島創建了一個名為「Modern Times」的個人無政府主義社區。當談及安德魯斯對個人無政府主義的貢獻時，班傑明·塔克說道：「無政府主義者們會特別記得他的貢獻，因為他留下了寫的最好的替無政府主義原則辯護的英文著作。」

### 威廉·葛林

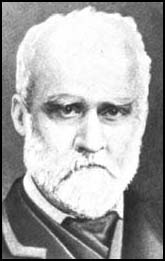
威廉·葛林

威廉·葛林直到死前最後十年才轉變為成熟的無政府主義者，不過他參與無政府主義運動的時間則要更長，他對於個人主義的經濟理論發展有相當大的貢獻。沃倫主張的個人主義經濟理念為「成本即為價格限制」，而葛林最知名的則是他提出的「互助銀行」概念（雖然萊桑德·斯波納在更早時的著作便已發展出這種銀行的概念，但當時他並沒有與其他無政府主義者合作）。葛林有時也被稱為「美國的普魯東」，因為他的互助銀行概念與法國的皮埃爾-約瑟夫·普魯東相當類似。
他最知名和最廣泛流傳的是一篇標題為互助銀行 （页面存档备份，存于）的論文。班傑明·塔克說：「我很感激葛林的互助銀行記載了超過我所有類似書刊的金融知識—這是最為簡潔、直率、而明瞭的互助貨幣理論的論文。」
葛林看見了人們對於銀行的迫切需求，他認為人們需要一個仲介的服務平台，讓那些擁有剩餘資本的人能將資本借給那些有需要的人。他認為必須申請執照才能建立銀行的政府規定嚴重阻撓了那些有意建立互助性利息的銀行的人。葛林承認利息是由供給和需求所設置的，但他認為如果能允許借貸、利息進行真正自由的競爭，那市場便會產生某種程度的「自然利率」，他認為在自然利率下銀行是不可能取得任何利潤的。
他主張這種互助銀行應該要允許個人以他們的任何財產來作為貿易的貨幣。他強烈批評政府不該將自己發行的官方貨幣訂為唯一的「合法貨幣」、而壟斷了其他人發行貨幣的權利。葛林和其他幾位知名的個人主義者也曾一起合作以爭取獲得創立銀行的執照，卻由於他們追求的是互助銀行而被駁回。但這些都只更堅定了個人無政府主義者們反對「銀行壟斷」的決心。

### 以斯拉·海伍德

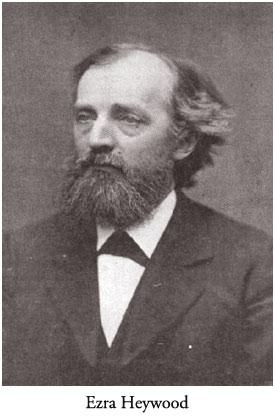
以斯拉·海伍德

以斯拉·海伍德是另一名被沃倫所影響的個人無政府主義者，同時他也是激進的廢奴主義者和女性主義者。他還寫下了無政府女性主義最早的論文之一。海伍德認為當時社會上資本過度聚集於少數人手中的現象，是由於政府授與少數個人和公司特權而導致的。
他說：「政府就像東北風，把財產吹至少數貴族的手上，而付出的代價則是嚴重侵蝕了民主的根基。透過狡猾的立法法案…特權階級便能以政府的法律作靠山，竊取大多數人的財產。」
他認為以建築物的租金獲取利潤是不正當的。他並不反對租金，但他認為租金總數不該超過屋主所付出的遷移、保險、和維修房屋等成本的總和。他甚至認為如果房客住房期間將房屋狀態保持的比無人居住時更為良好，屋主應該反過來付給房客租金。雖然其他的個人無政府主義者如沃倫、安德魯斯、和葛林都支持未佔用的土地可以被人使用而獲得所有權，但海伍德認為將未使用的土地冠上所有權是非常邪惡的。
在這個問題和一些其他的問題上海伍德與沃倫產生衝突，不過他們兩人依然保持著友善的關係。海伍德的哲學透過他所撰寫的廣泛小冊子和文章廣為流傳，同時他也重新出版許多沃倫和葛林的作品，進一步擴展了個人無政府主義的理念。

### 班傑明·塔克

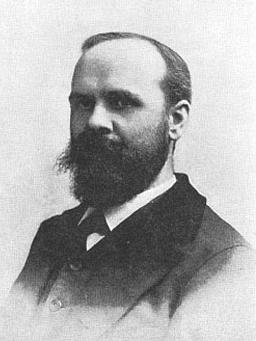
班傑明·塔克

班傑明·塔克受到了沃倫（塔克稱沃倫為他生命中的「第一盞光明」）、葛林、海伍德、以及法國的普魯東、和德國的麥克斯·施蒂納等人的影響，他或許也是最知名的美國個人主義者。塔克對於無政府主義的定義為「所有人類的事務都應該由個人們自行管理或自發性的組織，同時國家應該被廢止。」
如同啟發他的那些個人主義者一般，他拒絕「社會」本身擁有權利的概念，主張只有個人才能擁有權利。同時，如同所有無政府主義者一般，他反對政府行使民主制度，因為那可能造成多數派統治少數派。不過，塔克關注的主要還是經濟方面的問題。他反對利潤，認為利潤只有可能在政府「對競爭施加壓制或限制」以及財富極度聚集的情況下才有可能產生。
他認為對於競爭的限制是伴隨著四種「壟斷」而產生：銀行壟斷、土地壟斷、關稅壟斷、和專利權及版權壟斷。依據塔克的說法，他認為當中最有害的是對貨幣的壟斷，因為那將會對想要進入銀行產業和發行貨幣的競爭者施加限制。同時對於未使用土地的壟斷也危害極大，因為那會造成財富聚集於少數特權人士的手上。

塔克清楚的反對集體主義的概念—例如經濟的平等主義，他認為財富分配的不均等是自由環境下必然的結果。

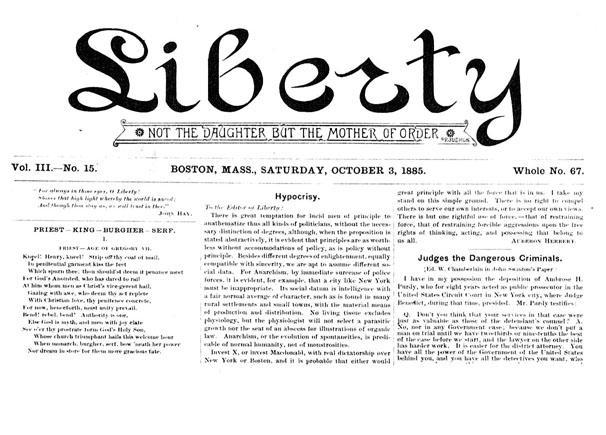
班傑明·塔克自1881-1908年間發行的Liberty期刊是當時美國主要的個人主義期刊。

塔克相信經濟的壟斷迫使幾乎所有人都必須從事高利貸的行徑。但相同的，他認為只要廢除對銀行的壟斷便能解決這一問題。銀行壟斷的「首要罪人」是國家—因為正是國家建立了這種壟斷，「首要高利貸者」則是那些享受壟斷特權的人，而非普通的追求利潤的個人。雖然塔克認為拿取利潤是「高利貸」的行為，但他反對禁止人們拿取利潤，他認為個人應該有權利簽下任何的契約，只要這些契約沒有到達傷害和或殺傷人類的程度：「我們是替拿取高利貸利潤的權利辯護，而不是替高利貸本身的權利辯護」。他認為所有人都應該被允許發放貸款而無須政府發放執照，他認為隨著競爭的增加，要透過發放貸款取得利潤便會越來越困難。塔克認為只要解除對銀行業的管制，勞工的薪資便能提升。他認為只要銀行業之間展開競爭，便能降低銀行利率、同時也會進一步刺激創業浪潮。他認為這樣一來便會大幅降低尋求薪資工作的個人、使他們得以自行創業，接踵而來的頻繁競爭又會進一步拉抬勞工的工資。「因此，將利率拉低也會引發拉抬工資的浪潮。」
塔克反對保護未使用的土地，主張土地只有在被佔用或使用時才能授與所有權。他相信如果所有的「壟斷」都被打破了，對於資本的私人所有權將會更廣泛的分布至整個社會。而這會增加在貸款和僱傭市場上的競爭，使得利潤幾乎不可能出現。塔克最初將他的哲學置於自然法上，但在他閱讀了麥克斯·施蒂納的利己主義著作後，他轉而認為道德和權利在契約簽訂之前是不可能存在的，也因此契約必然等於道德和權利本身，由人類的私利所引導，而這便是私人法律的根基。
塔克發行了一本名為Liberty的期刊，這本期刊被廣泛認為是個人無政府主義在英文世界所發行過最好的期刊。塔克還曾將他的哲學描述為「無畏的杰斐逊民主」。
如同許多個人主義者一般，塔克並不相信無政府狀態下烏托邦的和平理想便會實現。所以他主張個人的自由和財產應該交由私營的防衛治安機構負責，但他反對讓國家壟斷治安的服務，他主張提供治安服務的私營公司應該在自由市場裡互相競爭，他說道：「治安服務就和其他的服務一樣，都是有用處而且有需求的勞動，因此也應該是經濟上符合需求與補給原則的商品。在一個自由市場裡商品將會以生產的成本定價，競爭相當普遍，消費者將會選擇價格最低而質量最好的一方；然而目前這種商品的生產和買賣仍然被國家壟斷中；至於國家，就如同所有的壟斷者一般，收取過高的費用…以及到了最後，國家收取的費用會高過所有其他的壟斷者，因為它能坐享強迫所有人購買其產品的特權，而不論人們是否真的願意。」
在塔克的晚年時塔克說道：「資本主義至少是可以忍受的，然而社會主義和共產主義卻絕對不行。」依據Susan Love Brown的說法，這種理論「進一步擴展成為在1970年代出現的無政府資本主義」。

### 萊桑德·斯波納

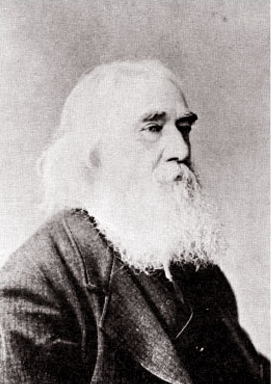
萊桑德·斯波納

萊桑德·斯波納一生中的大部分時間都很少與其他個人主義者合作，直到他在晚年發表了他最知名的論文後才開始發揮影響。在當時，他的哲學包括了主張限制國家所扮演的角色、到徹底反對國家體制都有。斯波納是「自然法」的堅定支持者，他認為所有個人都擁有「自然權利」去做任何他們想要做的事情，只要以不侵犯他人身體或財產為限。
隨著自然權利而來的是契約的權利，這是斯波納認為非常重要的部分。他認為政府不該創造法律，因為法律早已自然存在；任何政府的行動若是違反自然法（使用強迫力量）都是不合法的。由於政府並沒有與遭其統治的個人們簽訂契約，他認為政府本身就是違反自然法的，因為政府以稅賦制度強迫那些並沒有與其簽訂合約的個人支付政府經費。他也反對相當普遍的多數決概念，至於民主，他認為民主制度也需獲得少數派的同意，而多數派也必須遵守適用於所有個人的自然法限制，不可以運用強迫的力量：「無論多數派如何之多、或與政府簽訂憲法契約的人如何之多，只要他們破壞或侵犯到了任何人，這個政府的契約就絕對是不合法和無效的。」
斯波納如同其他的個人無政府主義者一般，極為注重私人的財產權。他寫道：「…個人財產的原則…宣稱所有人對於他自己勞動所得的產品都擁有絕對的支配權，不受其他任何人影響。」他補充了兩種私人財產的形成方式：「首先，只要簡單的拿取佔有自然資源、或大自然醞釀的產品；第二，透過人工的生產其他財富。」
他主張僅僅拿取自然資源是不夠的，一個人必須將他自己的勞動混合進去才會變成他的私人財產，在他來看土地也可以透過勞動而成為私人財產：「一個人在宣稱佔有某些地球上的自然資源之前，必須先對其進行佔有的動作，才能將其變成他自己的財產。他必須在佔有某塊土地後才能使其成為他的財產、才能收割那塊土地上的收成、才能定居在那塊土地上。」與塔克不同的是，斯波那對於土地並沒有「佔有和使用」的限制—他認為只要土地被混合了一個人的勞動，財產權便會就此產生，即使沒有繼續被使用，權利依然會繼續維持。
他宣稱自然資源只有在經過一個人的勞動後才會變成他的私人財產，也才會因此而克服「原始的蠻荒」，他說道：「自然資源唯一能被用以造福人類的方式，就是由個人加以佔用，也因此成為個人的私人財產。」與塔克不同的是，斯波納支持智慧財產的權利，他認為個人構思出的概念也該被視為是他們的私人財產。他說道：「一個作者是否要傳播他的概念完全是取決於他的私人決定。」
斯波納並不反對收取利率，但他認為當時的利率高漲是因為受到政府對開設銀行的限制所造成的。他說：「一個人借取資本並加以混合勞動是他的自然權利，所有限制了利息比率的法規都是武斷而專制的。」斯波納認為政府以法律限制利率，將會造成那些沒有太多管道能取得資本的人就此遭到阻撓，因為貸款者受限於法律將無法藉由提升利率的方式來補償更高的風險，如此一來便不肯貸款給那些借款資格較低的人了。斯波納也不反對雇用/受僱的機制：「如果勞工擁有那個石頭、木材、鐵塊、羊毛、和棉花，並加以混合他的勞動，那麼他就能正當的擁有他對這些物品的額外勞動價值。但如果不是他擁有這些物品，而他對這些物品混合了他的勞動，那麼他就不能佔有他對這些物品的額外勞動價值，而是必須向這些物品的物主販賣他的勞動價值。」不過，斯波納的確鼓勵個人們應該自行發展各自的事業，如此一來便不需依賴雇主們的薪資了。同時他認為如果資本能免於政府的限制，那麼「任何有能力藉取資本並自行創業的人都不會再願意為了工資而為他人付出勞動了。」
斯波納最著名的事蹟之一是他對於政府郵政壟斷的挑戰。美國郵局的利率在1840年代高的嚇人，於是在1844年，斯波納創辦了美國郵政信件公司（American Letter Mail Company），藉由提供更低的利率和更便宜的郵票來對抗美國郵政管理局（USPS）的壟斷。雖然斯波納的郵政公司最後取得了商業上的勝利，但政府為了維持強迫性壟斷而起訴了他，使他在接下來的訴訟裡被耗盡財力，只為了替自己參與競爭的權利辯護。班傑明·塔克稱斯波納為「對人類的政治哲學智慧作出最偉大貢獻的人之一。」

### 伏爾泰琳·克蕾

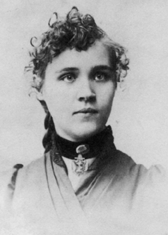
伏爾泰琳·克蕾

伏爾泰琳·克蕾在大幅轉變其理念前，曾有數年時間與個人無政府主義保持緊密關係。她在比較自己與無政府共產主義者愛瑪·戈爾德曼的差別時說道：「戈爾德曼女士是一個共產主義者；我是個人主義者。她希望摧毀財產的權利，而我則希望保存之。我的戰爭是為了對抗特權和權威，以消除對於個人權利的威脅。她則相信合作能夠徹底取代競爭；我則認為競爭在每一種形式的制度上都會出現，而競爭行為本身應該是非常有用的。」不過，克蕾與戈爾德曼一直保持友善關係，戈爾德曼還稱克蕾為「美國所出現過最傑出而最具天賦的女性無政府主義者」，而當戈爾德曼因為慫恿飢餓的窮人搶奪富人食物而遭逮捕囚禁時，克蕾也替她進行辯護，她承認飢餓者有搶奪食物的權利，但卻對這種權利的提倡保持中立態度：「我並不會這樣慫恿你…我不覺得少數人的問題就值得上紐約市的所有財產…我認為你應該自己決定你是要繼續遵守法律而挨餓受凍，或是要做出一些犯罪行為來侵犯財產的制度、和戈爾德曼站在同一邊。」克蕾也說道：「商業精神制度的本身是良善的，它會變的邪惡只不過是國家的妨礙所造成的」以及「雇用和受僱、購買和販賣、銀行業務、以及所有其他在商業制度裡所必備的事物」都會在個人主義的無政府狀態下存在。克蕾後來拋棄了個人主義的概念，改為支持「不帶形容詞的無政府主義」（anarchism without adjectives），她對此說道：「社會主義和共產主義都需要很大程度的集體努力和管理，而這將會施加更多與無政府主義不容的管制在個人身上；個人主義和互助主義則將根基至於財產上，然而這牽涉到私人警察制度的發展，卻是與我對於自由的概念不同的。」

## 無政府資本主義
無政府資本主義很大一部分是源自美國個人無政府主義的理論，而且也被一些學者視為個人無政府主義的一種形式。無政府資本主義與個人無政府主義的最大差異在於無政府資本主義並不接受勞動價值理論。也因此，無政府資本主義並不認為剝削是一種壟斷，而是依附奧地利學派的價值的主觀理論。除此之外，儘管大多數古典個人主義者都反對未使用的土地的所有權，但無政府資本主義則認為土地（無主的土地）只要經過個人的勞動或貿易便能永久佔有，不需要持續使用才能保持其所有權（這也是萊桑德·斯波納在土地問題上的立場）。無政府主義學者Richard Sylvan在Anarchism一文中寫道「不同形式的無政府主義也在經濟理論上有所差異。那些有著更多個人主義成分的流派，不只會傾向於信賴市場或交換貿易的機制，更會依靠於資本主義的組織上」也因此成為了「無政府資本主義」。

### 名稱爭議
起源於19世紀的傳統個人無政府主義通常是反對營利的，同時也反對所謂的「資本主義」。不過，不反對利潤的無政府資本主義仍然被一些人視為是個人無政府主義的一種形式。舉例而言，當代的反資本主義的個人主義者喬·皮考特（Joe Peacott）宣稱個人無政府主義是反資本主義的，並將其與無政府資本主義對照。不過，他並沒有否認無政府資本主義者是個人無政府主義者的一部分，還稱他們為「資本無政府主義者」和「個人主義者」。個人主義者Larry Gambone認為無政府主義本身是與資本主義不相容的，Gambone指出：「對無政府主義者而言，資本主義是由於國家發產所造成的結果，也因此，所有資本主義指的都是—國家資本主義。」。然而Gambone指出這種定義也有其問題所在，他說當「古典無政府主義者」提到資本家時，指的通常是「那些經由操弄政府權力獲取的政府特權而取得財富的人」，而現代自由市場的自由意志主義者指的資本主義則是擁護「自由貿易」和反對「政商勾結」，他說自由意志主義者所大力反對的重商主义其實才是古典無政府主義者「資本主義」。也因此，無政府資本主義者必然也會反對古典無政府主義者所謂的「資本主義」。除此之外，個人主義者溫蒂·莫艾洛依也說，當傳統的個人主義者提到「資本主義」一詞時，他們「指的是國家資本主義—國家與企業間的勾結」。

## 內部衝突
對於個人無政府主義究竟應以自然法還是利己主義為根基也引起極大爭論。約書亞·沃倫和萊桑德·斯波納將他們的哲學根基於不能讓與的自然權利上，而其他人如班傑明·塔克則認為權利只有可能經過契約而產生。塔克說：「我在道德義務所關心的問題上看不到任何原因，為什麼一個人不應該遭另一個人所凌駕和殺害。然而，如果這兩個人都看到了對方的自由生活對他會有益處，那麼他們也就同意了不會侵犯對方；換句話說，他們平等了他們的存在、或透過契約存在的權利…在契約具有力量權利之前。而正式的契約是一種自願性的附帶力量的權利，經過這種附帶而設立的力量我們也可以稱之為契約的權利。這兩種權利—力量的權利和契約的權利—是僅有的兩種可能存在的權利。而所謂的道德權利則不可能存在。」
許多個人無政府主義者反對约翰·洛克對於土地的財產概念，亦即只要個人對土地混合了他的勞動，那塊土地便永遠成為他的財產，即使他不繼續使用亦然。班傑明·塔克認為土地只有在個人繼續使用的情況下才能保持所有權。不過萊桑德·斯波納則接受洛克的概念，也不要求任何「佔有和使用」的條件。這也是塔克和斯波納的衝突來源，塔克曾向斯波納批評他對於土地的立場。約書亞·沃倫也不要求對土地的所有權附加佔有和使用的限制。

## 外部連結
- State Socialism and Anarchism: How far they agree, and wherein they differ, Economic Rent 和 Liberty, Land, and Labor by Benjamin Tucker
- The Boston Anarchists 由 Henry Appleton
- Bibliographical Essay by James J. Martin 從Men Against the State: The Expositors of Individualist Anarchism in America, 1827-1908
- Benjamin R Tucker & the Champions of Liberty: A Centenary Anthology （页面存档备份，存于） 由 Michael E. Coughlin, Charles H. Hamilton 和 Mark A. Sullivan
- Ingalls, Hanson, and Tucker: Nineteenth Century American Anarchists[永久] 由 Jack Schwartzman
- Manifesto, Plan of the Cincinnati Labor for Labor Store 和 Equitable Commerce 由 約書亞·沃倫
- Mutual Banking （页面存档备份，存于） 由 威廉·葛林
- Uncivil Liberty: An Essay to Show the Injustice and Impolicy of Ruling Woman Without Her Consent (1873) 由 以斯拉·海伍德
- The Law of Intellectual Property: or an essay on the right of authors and inventors to a perpetual property in their ideas. 由 萊桑德·斯波納, 1855
- Henry Bool’s Apology for His Jeffersonian Anarchism （页面存档备份，存于） 由 Henry Bool, 1901
- Anarchist Socialism 和 Anarchist-Mutualism 由 John William Lloyd
- Individualism Reconsidered and An Overview of Individualist Anarchist Thought Portuguese Web Archive的存檔，存档日期2009-10-02 由 Joe Peacott
- The Iron Fist Behind the Invisible Hand: Corporate Capitalism As a State-Guaranteed System of Privilege 由 Kevin A. Carson
- Individualist Anarchist Society of UC Berkeley （页面存档备份，存于）